# 贝岑韦勒
贝岑韦勒是德国巴登-符腾堡州的一个市镇。总面积9.70平方公里，总人口692人，其中男性350人，女性342人（2011年12月31日），人口密度71人/平方公里。